# Škoda Karoq

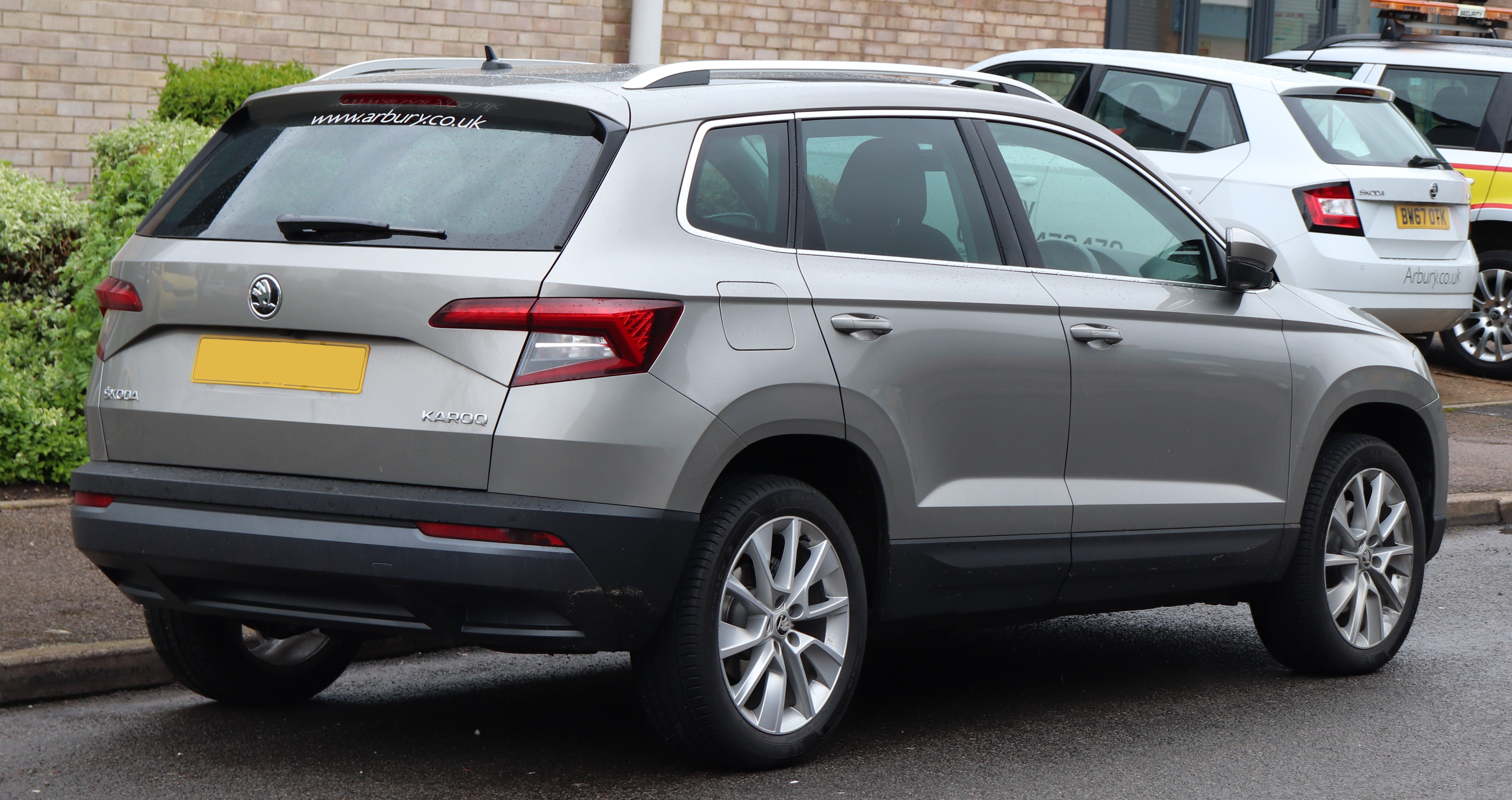
Achteraanzicht

De Škoda Karoq is een compacte SUV van het Tsjechische merk Škoda. Deze auto lost eind 2017 de sinds 2009 gebouwde Škoda Yeti af.

## Beschrijving
De Karoq is gebaseerd op het MQB A1-platform waarop ook de sedert 2016 geproduceerde SEAT Ateca en weldra de Volkswagen T-Roc zal debuteren. Zoals ook de Škoda Kodiaq komt de naam van dit model uit de Inuït-taal in Alaska. Karoq is een combinatie van de woorden "Kaa’raq" (Auto) en "Ruq" (Pijl).
Samen met de Kodiaq en de Ateca wordt de Karoq sinds einde juli 2017 gebouwd in de Škoda-fabriek in Kvasiny. De wereldpremière vond op 18 mei 2017 plaats in Stockholm.

## Motoren
De Karoq wordt met de volgende motoren geleverd.
Benzine
| Type            | Motor     | Motor     | Motor   | Vermogen | Koppel | Overbrenging   | 0–100 km/h    | Topsnelheid    | Jaartal      |
| Type            | Inhoud    | Cilinders | Kleppen | Vermogen | Koppel | Overbrenging   | 0–100 km/h    | Topsnelheid    | Jaartal      |
| --------------- | --------- | --------- | ------- | -------- | ------ | -------------- | ------------- | -------------- | ------------ |
| 1.0 TSI         | 999 cm³   | 3-in-lijn | 16V     | 115 pk   | 200 Nm | 6-hand / 7-DSG | 10,6 / 10,7 s | 187 / 186 km/h | 2018 - heden |
| 1.5 TSI ACT     | 1.498 cm³ | 4-in-lijn | 16V     | 150 pk   | 250 Nm | 6-hand / 7-DSG | 8,4 / 8,6 s   | 204 / 203 km/h | 2018 - heden |
| 1.5 TSI ACT 4X4 | 1.498 cm³ | 4-in-lijn | 16V     | 150 pk   | 250 Nm | 7-DSG          | 8,6 s         | 203 km/h       | 2019 - heden |
| 2.0 TSI ACT 4X4 | 1.984 cm³ | 4-in-lijn | 16V     | 190 pk   | 320 Nm | 7-DSG          | 7,06 s        | 211 km/h       | 2019 - heden |

Diesel
| Type        | Motor     | Motor     | Motor   | Motor       | Vermogen | Koppel | Overbrenging   | 0–100 km/h    | Topsnelheid    | Jaartal      |
| Type        | Inhoud    | Cilinders | Kleppen | Voeding     | Vermogen | Koppel | Overbrenging   | 0–100 km/h    | Topsnelheid    | Jaartal      |
| ----------- | --------- | --------- | ------- | ----------- | -------- | ------ | -------------- | ------------- | -------------- | ------------ |
| 1.6 TDI     | 1.598 cm³ | 4-in-lijn | 16V     | Common Rail | 150 pk   | 340 Nm | 6-hand / 7-DSG | 10,7 / 10,9 s | 188 / 188 km/h | 2018 - heden |
| 2.0 TDI 4x4 | 1.968 cm³ | 4-in-lijn | 16V     | Common Rail | 150 pk   | 340 Nm | 7-DSG          | 9,3 s         | 195 km/h       | 2018 - 2018  |